# Корсикана (Техас)
Корсика́на (англ. Corsicana) — город в США, расположенный в северо-восточной части штата Техас, в 55 километрах к югу от Далласа. Город является административным центром округа Наварро. Население — 23 770 человек по данным переписи 2010 года..

## История

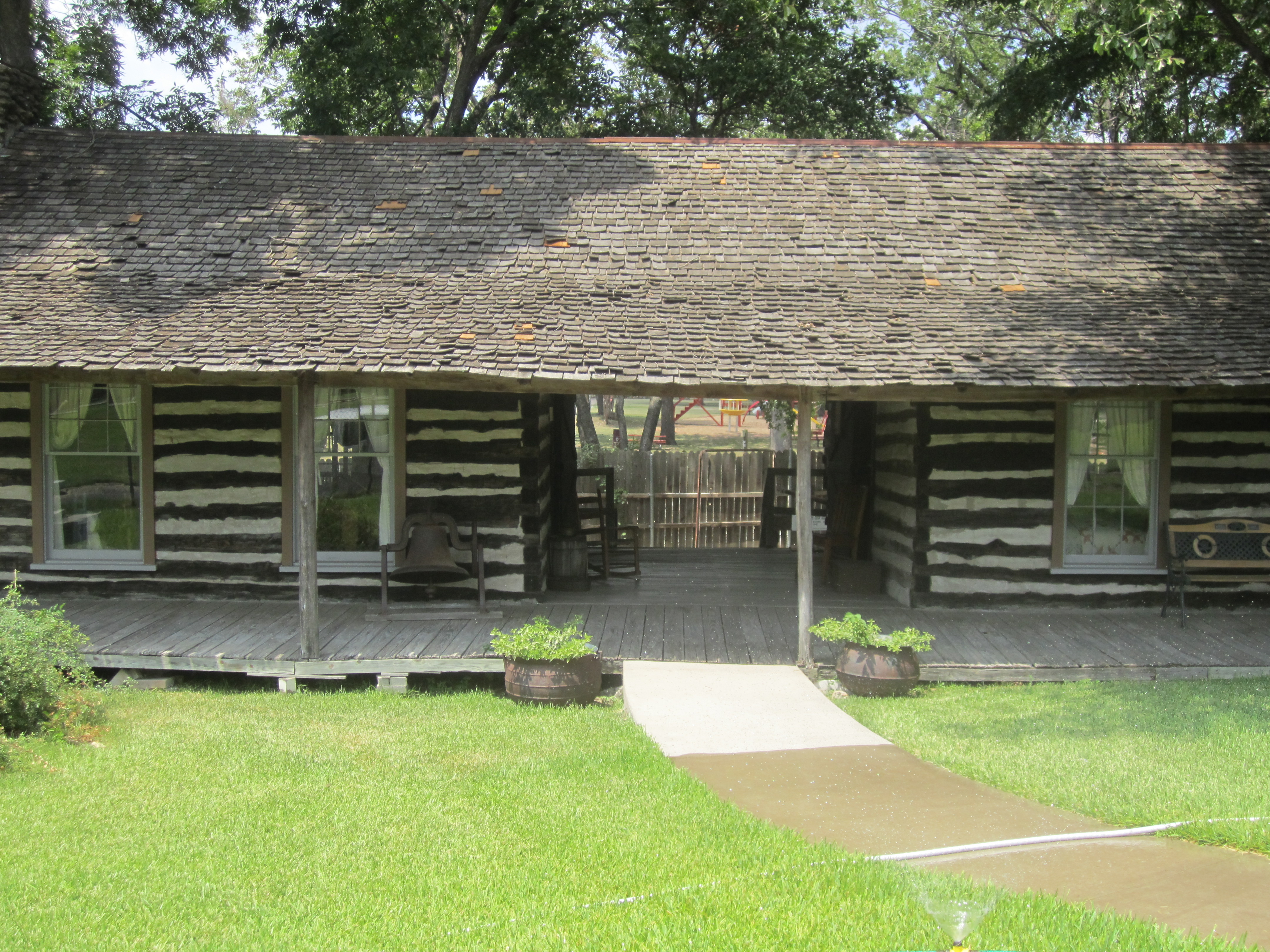
Поселение пионеров в парке Бофорда Джестера в Корсикане.

Город был основан в 1848 году и назван в честь острова Корсика в Средиземном море, на котором родился отец Хосе Антонио Наварро, техасского политика и революционера. В 1849 году в Корсикане открылась первая школа.
Женские организации имели значительное влияние в городе на протяжении всей его истории. Одним из первых результатов этого влияния стало открытие женского литературного института, который функционировал с 1857 по 1870 годы. В 1901 году была открыта первая общественная библиотека в городе. В 1905 году подарок Эндрю Карнеги позволил библиотеке обрести своё здание и первого профессионально обученного библиотекаря. На данный момент библиотека, находящаяся в центре города, располагает более чем 52 000 книгами, 6306 аудио-, 783 видеоматериалами и 122 подписками на серийные издания.
Несмотря на то, что сейчас в городе живут лишь несколько еврейских семей, история еврейской общины в Корсикане начинается с 1871 года. Историческое сообщество восстановило синагогу Бет-Эль (англ. Temple Beth-El), построенную в 1898 году в неомавританском стиле. Здание теперь используется в качестве центра общины.
Юношеская христианская ассоциация (англ. YMCA) Корсиканы была образована в 1884 году  и пользовалась поддержкой лидеров и богатых людей сообщества, включая вице-губернатора Техаса Джорджа Джестера, отца губернатора Бофорда Джестера.
Нефтяное месторождение Корсиканы было случайно обнаружено в 1894 году водоискателями, нанятыми городом. Это месторождение стало первым коммерчески значимым в Техасе. Более крупное месторождение Пауэлл было обнаружено в 1923 году в нескольких милях к востоку от Корсиканы. Еще одно важное месторождение неподалёку от города было обнаружено в 1956 году. Каждое из открытий приводило к росту экономики города.
Во время Второй мировой войны лётная школа Корсиканы обучила тысячи пилотов.

## География
Координаты Корсиканы: 32°05′33″ с. ш. 96°28′10″ з. д..
Согласно данным бюро переписи США, площадь города составляет 58,7 квадратных километров.

### Климат
| Показатель                    | Янв. | Фев. | Март | Апр. | Май   | Июнь  | Июль | Авг. | Сен. | Окт.  | Нояб. | Дек. | Год    |
| ----------------------------- | ---- | ---- | ---- | ---- | ----- | ----- | ---- | ---- | ---- | ----- | ----- | ---- | ------ |
| Абсолютный максимум, °C       | 31   | 32   | 35   | 36   | 40    | 42    | 45   | 44   | 42   | 38    | 32    | 32   | 45     |
| Средний суточный максимум, °C | 14,4 | 16,6 | 20,6 | 24,8 | 28,7  | 32,2  | 34,6 | 35,2 | 31,6 | 26,2  | 19,9  | 14,8 | 25     |
| Средняя температура, °C       | 8,7  | 10,8 | 14,7 | 18,7 | 23,3  | 26,8  | 28,7 | 29,1 | 25,4 | 20    | 14,1  | 9,1  | 19,2   |
| Средний суточный минимум, °C  | 3    | 4,9  | 8,7  | 12,6 | 17,8  | 21,3  | 22,7 | 22,9 | 19,2 | 13,8  | 8,2   | 3,4  | 13,3   |
| Абсолютный минимум, °C        | −20  | −21  | −11  | −1   |       | 5     | 14   | 10   | 5    | −2    | −7    | −13  | −21    |
| Норма осадков, мм             | 71,1 | 86,4 | 94   | 73,7 | 114,3 | 106,7 | 53,3 | 53,3 | 66   | 116,8 | 99,1  | 86,4 | 1021,1 |
| Источник: weatherbase.com     |      |      |      |      |       |       |      |      |      |       |       |      |        |

## Население
Согласно переписи населения 2010 года, в 2010 году в городе проживали 23 770 человек, 8586 домохозяйств, 5845 семей. Расовый состав города: 58,1 % — белые, 20,9 % — чернокожие, 0,6 % — коренные жители США, 0,7 % — азиаты, 1,3 % — жители Гавайев или Океании, 16,1 % — другие расы, 2,4 % — две и более расы. Число испаноязычных жителей любых рас составило 31,1 %.
Из 8586 домохозяйств в 33,5 % проживают дети младше 18 лет. В 44,7 % случаев в домохозяйстве проживают женатые пары, 17,8 % — домохозяйства без мужчин, 31,9 % — домохозяйства, не составляющие семью. 27,1 % домохозяйств представляют собой одиноких людей, 11,3 % — одиноких людей старше 65 лет. Средний размер домохозяйства составляет 2,69 человека. Средний размер семьи — 3,27.
32 % населения города младше 20 лет, 26,2 % находятся в возрасте от 20 до 39, 28,4 % — от 40 до 64, 13,3 % — 65 лет и старше. Средний возраст составляет 33,4 года.
Согласно данным опросов пяти лет с 2009 по 2013 годы, средний доход домохозяйства в Корсикане составляет 37 680 долларов США в год, средний доход семьи — 42 483 доллара. Доход на душу населения в городе составляет 18 305 долларов США, ниже, чем в среднем по стране — 39 997 долларов. Около 20,1 % семей и 25,5 % населения находятся за чертой бедности. В том числе 43,5 % в возрасте до 18 лет и 9,3 % в возрасте 65 и старше.

## Местное управление
Структура органов местного управления выглядит следующим образом:
| Должность                           | Имя                                                  |
| ----------------------------------- | ---------------------------------------------------- |
| Мэр                                 | Чак Мак-Кланахан                                     |
| Члены муниципального совета         | Том Уилсон, Руби Уильямс, Джон Мак-Кланг, Дон Денбоу |
| Сити-менеджер                       | Конни Стэндридж                                      |
| Городской судья                     | Джо Рассел                                           |
| Городской прокурор                  | Керри Андерсон Доника                                |
| Городской адвокат                   | Керри Андерсон Доника                                |
| Городской секретарь                 | Вирджиния Ричардсон                                  |
| Глава пожарной охраны               | Доналд Мак-Маллан                                    |
| Глава отдела общественных работ     | Терри Фрэнкс                                         |
| Глава финансовой службы             | Вирджиния Ричардсон                                  |
| Глава полиции                       | Рэнди Брэттон                                        |
| Глава отдела служб окружающей среды | Чарльз Лиист                                         |
| Глава отдела парков и отдыха        | Шарла Эллен                                          |
| Глава инженерного отдела            | Элизабет Борстад                                     |

## Образование

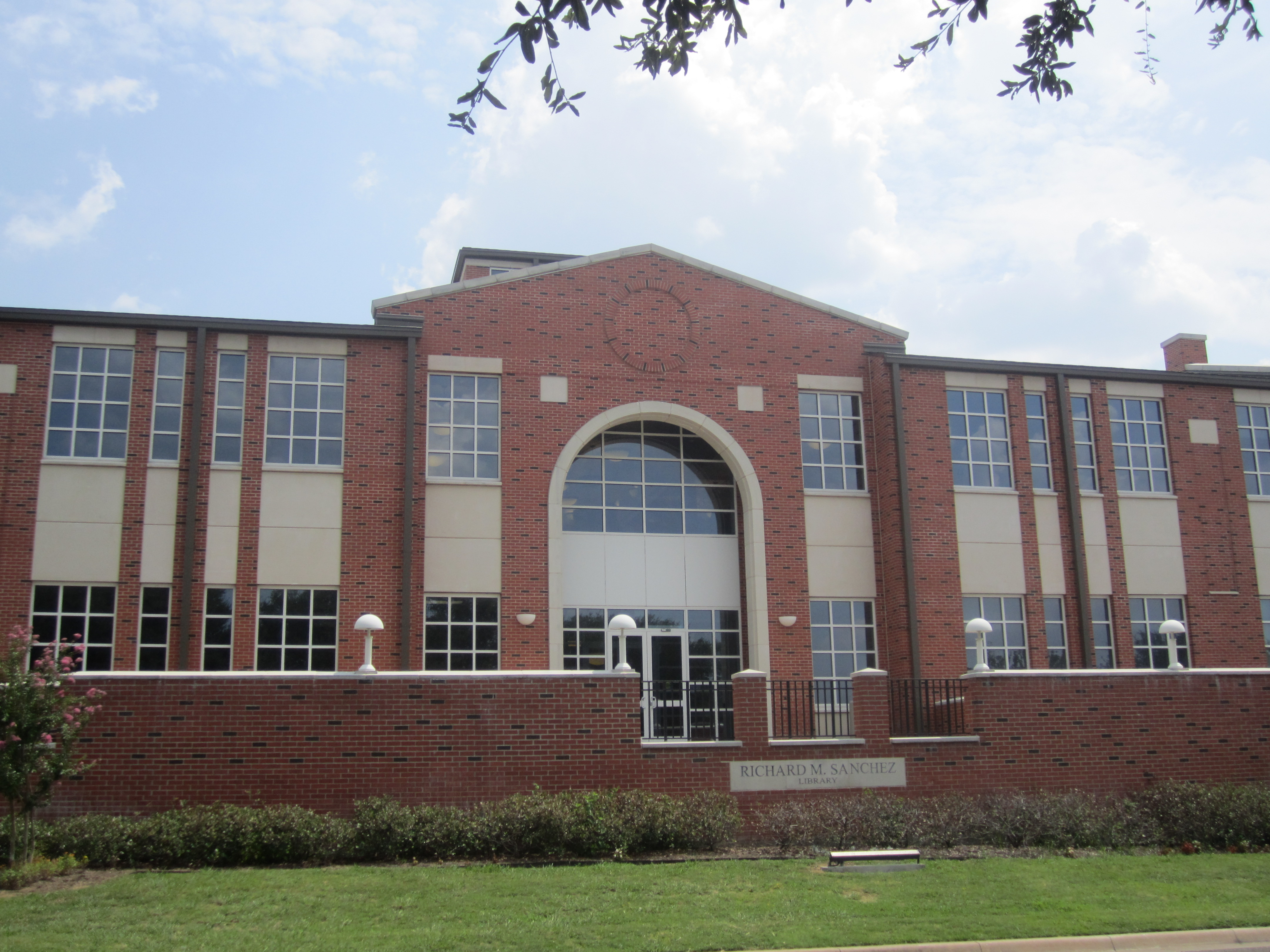
Библиотека колледжа Наварро.

В Корсикане располагается колледж Наварро, предлагающий программы двухлетнего обучения, а также филиал Техасского университета A&M в Коммерсе, в котором студенты имеют возможность получить степень бакалавра и другие учёные степени.
Город обслуживается независимым школьным округом Корсиканы. Ежегодно в школы поступает около 5700 новых учеников.
Также в Корсикане располагается частная католическая школа Джеймса Коллинса, основанная в 1953 году. В школу принимаются 270 человек ежегодно.

## Экономика
Корсикана известна как город, в котором основана известная компания Collin Street Bakery, выпускающая фруктовые кексы с 1896 года. В 1866 году в городе была основана компания Oil City Iron Works, Inc. для производства запчастей хлопкоочистительной машины основателя. Сейчас компания производит высокопрочный чугун. Бренд национального значения Wolf Brand Chili, названный в честь питомца владельца, появился в 1895 году. Первый фургончик, продающий горячие обеды, появился в центре Корсиканы.
Сегодняшняя экономика не сильно зависит от нефти и газа. Основными работодателями являются школьный округ города, компания Russal Stover Candies и колледж Наварро.
В Корсикане также располагалась компания Tradewest, выпускавшая аркады и видеоигры, в том числе для консоли Nintendo Entertainment System. Основанная в 1986 году, компания стала известной благодаря таким играм, как Double Dragon и Battletoads. В 1994 году компания стала частью WMS Industries, затем в 2002 году была куплена Midway Games, а в 2009 году снова стала самостоятельной компанией.
Согласно ежегодному финансовому отчёту города за финансовый год 2012—2013, крупнейшими работодателями являются:
| #  | Работодатель                         | Число работников |
| -- | ------------------------------------ | ---------------- |
| 1  | Независимый школьный округ Корсиканы | 811              |
| 2  | Russell Stover Candies               | 680              |
| 3  | Колледж Наварро                      | 568              |
| 4  | Региональный госпиталь Наварро       | 354              |
| 5  | Guardian Industries                  | 318              |
| 6  | Округ Наварро                        | 284              |
| 7  | Город Корсикана                      | 284              |
| 8  | Corsicana Bedding                    | 257              |
| 9  | Heritage Oaks                        | 236              |
| 10 | Kohl's                               | 200              |

## Известные жители
- Мэри Брайан, актриса немого кино
- Бофорд Джестер, политик, 36-й губернатор Техаса
- Уэсли Джонсон, баскетболист
- Джеймс Нил, политик и военный времён Техасской революции
- Кэмерон Уиллингем, житель города, казнённый за убийство троих собственных детей путём поджога дома. Позже доказательства его вины подвергли сомнениям.